# Епархия Капсабета
Епархия Капсабета (лат. Dioecesis Kapsabetensis) — епархия Римско-католической Церкви с центром в городе Капсабет, Кения. Епархия Капсабета входит в митрополию Кисуму. Кафедральным собором епархии Капсабета является церковь Святого Петра в городе Капсабет.

## Территория
Епархия охватывает округ Нанди на западе Кении.
Епископская кафедра находится в городе Капсабет, где расположен собор Святого Петра.
Территория разделена на 36 приходов.

## История
Епархия была учреждена 10 июля 2025 года Папой Львом XIV.

## Ординарии епархии
- епископ John Kiplimo Lelei (10.7.2025 — по настоящее время).